# L'Étranger (film, 2010)
Pour les articles homonymes, voir L'Étranger (homonymie).
Pour plus de détails, voir Fiche technique et Distribution.
L'Étranger est un film français réalisé par Franck Llopis et sorti en 2010.

## Synopsis
Un homme mystérieux, ayant abandonné son pays et sa famille, rencontre une jeune serveuse dans un bar à Paris. Elle est impliquée dans une affaire de meurtre.

## Fiche technique
- Réalisation : Franck Llopis
- Scénario : Brieuc Carnaille
- Production :  Les Films à Fleur de Peau, Every Pictures
- Genres : comédie policière
- Musique : Hélène Félix
- Image:  Stéphane Patti
- Montage : Matthieu Boivineau
- Durée : 90 minutes
- Date de sortie : 
  -  France : 8 décembre 2010

## Distribution
- Aurélien Recoing : M. Raymond
- Jean-Pierre Martins : Le flic
- Shpetim Beja : L'étranger
- Maroussia Dubreuil : Sarah
- Nicky Marbot : Bernard
- Johan Libéreau : W Roméo
- Jo Prestia : Le Marseillais
- Franck Llopis : L'homme de main
- Lawrence Faudot : Walter Van Bruguen
- Elsa Biedermann : Catherine

## Critiques
Pour Le Monde, « L'Etranger évoque à certains moments du Jean-Pierre Melville redynamisé par le commissaire Navarro, à d'autres du Quentin Tarantino lyophilisé par Caméra café ». Pour Télérama, « Entre Tarantino, pour le côté jeu de massacre et dialogues absurdes, et Audiard, pour la verve franchouillarde, les références sont écrasantes, mais crânement assumées ».